# Ma Zaijie
Ma Zaijie (chinesisch 马再捷, Pinyin Mǎ Zàijié) ist eine ehemalige chinesische Langstreckenläuferin.
1998 war sie die vierte Läuferin der chinesischen Stafette, die am 28. Februar in Peking mit 2:11:41 Stunden den aktuellen Weltrekord in der Marathonstaffel aufstellte. Ma lief dabei 10 km in 31:01,00 min.